# Fania connectus
Fania connectus is een vlinder uit de familie van de Houtboorders (Cossidae). De wetenschappelijke naam van de soort is voor het eerst gepubliceerd in 1916 door William Barnes en James Halliday McDunnough.
De soort komt voor in de Verenigde Staten (Texas).